# Svarttjärnen (Bjärtrå socken, Ångermanland, 698664-160912)
Svarttjärnen är en sjö i Kramfors kommun i Ångermanland och ingår i Nätraån-Ångermanälvens kustområde.